# Benjamín Monterroso
Benjamín Eduardo Monterroso Díaz, ou simplement Benjamín Monterroso, né le 1er septembre 1952 à Guatemala City au Guatemala, est un footballeur international guatémaltèque, qui jouait en tant que milieu reconverti en entraîneur. Il entraîne l'équipe féminine de l'Unifut.

## Biographie

### Sélection
Benjamín Monterroso est convoqué pour la première fois sélection nationale en 1971.
Il dispute les Jeux olympiques d'été de 1976, en étant éliminé au premier tour.

### Entraîneur
Depuis 2010, il entraîne l'équipe féminine de l'Unifut.

## Palmarès

### Joueur
- Avec le CSD Municipal :
  - Vainqueur de la Coupe des champions de la CONCACAF en 1974
  - Champion du Guatemala en 1970, 1973, 1974 et 1976
  - Vainqueur de la Copa Interclubes UNCAF en 1974 et 1977

### Entraîneur
- Avec le CD Jalapa :
  - Vainqueur de la Coupe du Guatemala en 2005

- Avec l'Unifut :
  - Champion du Guatemala (féminines) en 2010 (C), 2010 (A), 2011 (C), 2011 (A), 2012 (C), 2012 (A) et 2013 (A)